# Rio Dzierzgoń

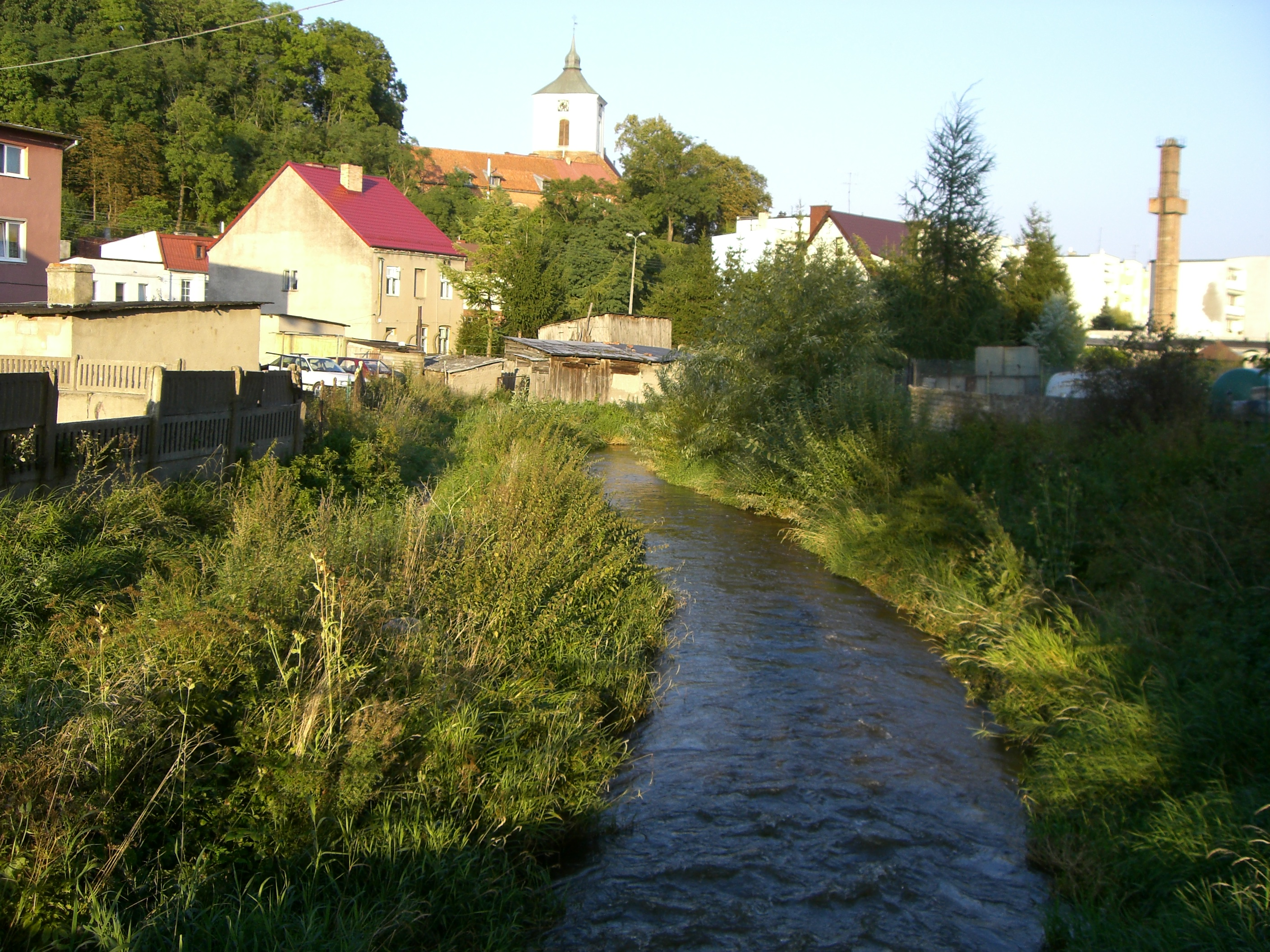
Rio Dzierzgoń.

Dzierzgoń ([ˈʥɛʒgɔɲ]; em alemão:  Sorge) é um rio do norte da Polónia. Nasce a oeste de Morąg, na voivodia de Vármia-Masúria e desagua no Lago Drużno, a sul de Elbląg.
A cidade de Dzierzgoń está situada à beira do rio.